# Mario Zanon
Mario Zanon (Piazzola sul Brenta, 2 maggio 1941) è un ex calciatore italiano, di ruolo difensore.

## Caratteristiche tecniche
Giocava come terzino.

## Carriera
Proveniente dal Plateola, squadra di Piazzola sul Brenta, esordisce in Serie A l'11 marzo 1962 nella sfida di campionato Venezia-Lanerossi Vicenza (2-0). Nel 1964, dopo aver totalizzato otto partite in tre stagioni, lascia la squadra. Nella stagione 1964-65 gioca con la Cremonese
Nella stagione 1965-1966 ritorna a Vicenza, collezionando quattro presenze. L'anno seguente passa al Potenza.